# Trollkarl

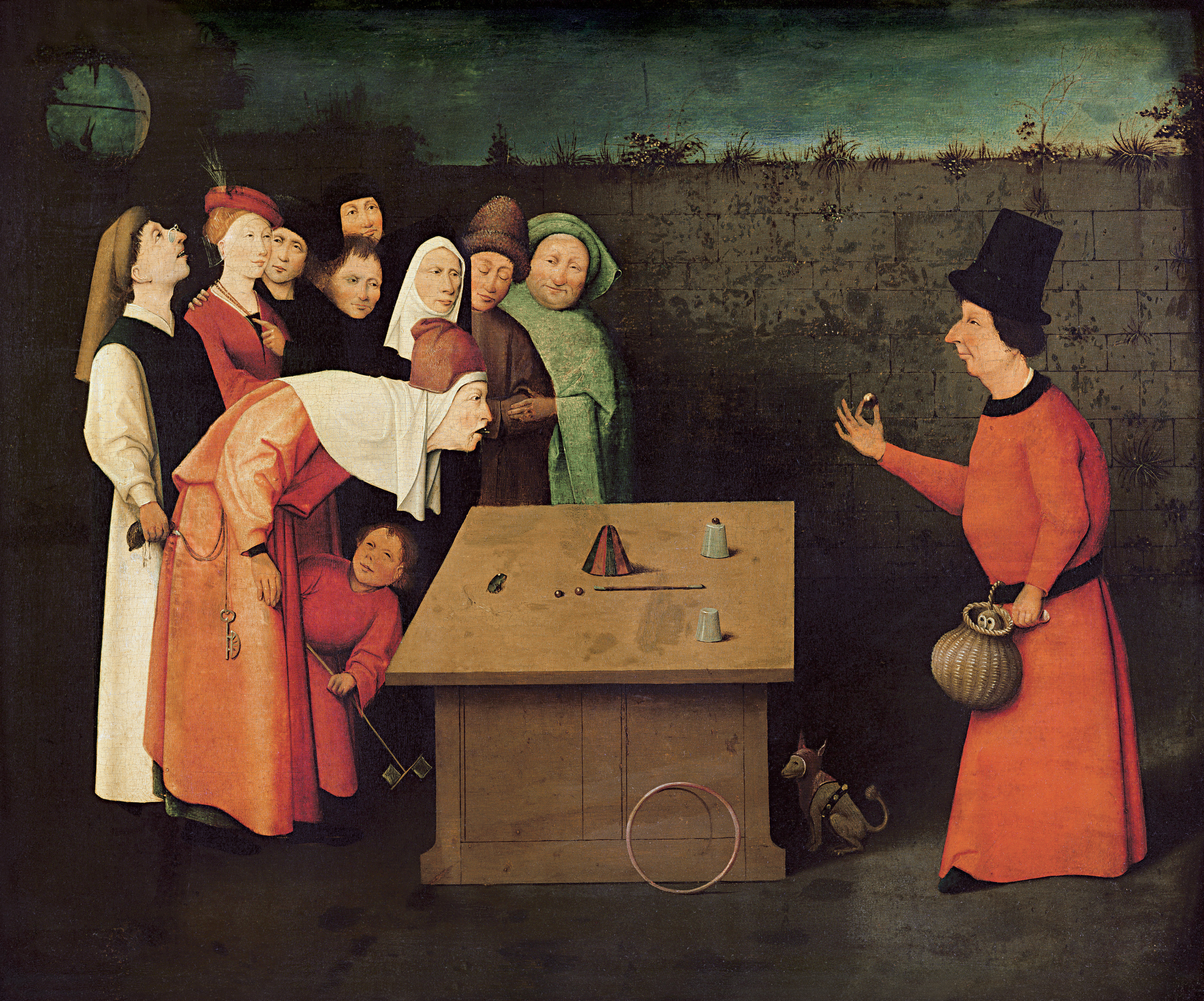
Trollkarlen, målning av Hieronymus Bosch cirka 1475.

Trollkarl, även kallad magiker eller besvärjare, är antingen en person som anses ha förmågan att utöva magi, eller en person som ägnar sig åt trolleri, det vill säga skapandet av illusioner. En rad andra synonymer, såsom häxa, andebesvärjare, magus och liknande finns. 
Fiktiva trollkarlar är vanligt förekommande i mytologi, sagor och fantasy, där de ofta besitter krafter som ingen annan besitter och kan kasta diverse besvärjelser. De äldsta bevarade texter om trollkarlar återfinns i Westcar-papyrusen. 
Trollkarl förekommer även som beteckning på utövare av trolleri. Dessa påstår sig inte besitta övernaturliga förmågor utan är illusionister som använder sig av en kombination av fingerfärdighet, perceptionspsykologi och mekaniska principer.

## Trollkarlar i fantasy
Inom fantasygenren finns det olika sorters trollkarlar, bl.a:
- Illusionister
- Häxmästare
- Nekromantiker (återuppväcker döda)
- Elementärer
- Spiritualister
- Örtkännare
- Besvärjare/Åkallare (tillkallar varelser och andar för sin egen vinnings skull)

## Några kända (fiktiva) trollkarlar
- Belgarath, David Eddings
- Polgara, David Eddings
- Kvoth, Patrick Rothfuss
- Rand al'Thor, Robert Jordan
- Thomas Covenant, Stephen Donaldson
- Istaritrollkarlarna, exempelvis Gandalf och Saruman, J.R.R. Tolkien
- Gargamel, Peyo
- Ged, Ursula K. LeGuin
- Harry Potter, J.K. Rowling
- Merlin, Geoffrey av Monmouth
- Rensvind, Terry Pratchett
- Trollkarlen från Oz, L. Frank Baum
- Pug, Raymond E. Feist